# Ион-дипольное взаимодействие
Ион-дипольное взаимодействие — взаимодействие между ионом и молекулой с постоянным или наведённым дипольным моментом.

## Водородная  связь водородная
Ион-дипольное взаимодействие, так же как и ван-дер-ваальсово (диполь-дипольное), относится к слабым, нековалентным связям. Оно обусловлено взаимодействием между ионами и полярными группами молекул (либо флуктуациями их электронной плотности). Энергия ион-дипольной связи составляет 50-200 кДж/моль.
Можно выделить два основных типа ион-дипольных взаимодействий.
1. Ориентационное взаимодействие (ион-постоянный диполь). Потенциал ион-дипольного взаимодействия (U) анизотропен, то есть зависит от ориентации постоянного диполя, но для любой фиксированной ориентации обратно пропорционален квадрату расстояния (r) и прямо пропорционален заряду иона и дипольному моменту молекулы (p):
{\displaystyle U\sim {\frac {qp}{r^{2}}}.}
При квазисвободном вращении диполя, например — в жидкостях (здесь и далее — при энергии теплового вращения, существенно превосходящей электростатическую) он оказывается обратно пропорционален четвёртой степени расстояния и температуре (T) и прямо пропорционален квадратам заряда и дипольного момента:
{\displaystyle U\sim {\frac {q^{2}p^{2}}{Tr^{4}}}.}
2. Индукционное взаимодействие (ион-наведённый диполь). Наведённый (индукционный) дипольный момент, возникающий вследствие поляризации молекулы внешним полем, в данном случае — полем иона, имеет постоянную ориентацию относительно иона. Он пропорционален заряду иона и поляризуемости молекулы и обратно пропорционален квадрату расстояния, что приводит к потенциалу взаимодействия, обратно пропорциональному, как и в случае постоянного дипольного момента, четвёртой степени расстояния и прямо пропорциональному квадрату заряда и поляризуемости молекулы:
{\displaystyle U\sim {\frac {q^{2}p}{r^{4}}}.}
Как и в случае других межмолекулярных взаимодействий, возможно взаимодействие заряда иона с высшими мультипольными моментами, однако оно, как правило, слабее и обратно пропорционально более высоким степеням расстояния, то есть гораздо более близкодействующее.